# Lips Are Movin
"Lips Are Movin" é uma canção da cantora estadunidense Meghan Trainor, contida no seu terceiro álbum de estúdio Title (2015). Foi composta e produzida por Kevin Kadish, com escrita adicional pela própria cantora. O seu lançamento como segundo single da carreira de Trainor ocorreu em 21 de outubro de 2014, através da Epic Records. O single ficou na 4ª posição na Billboard Hot 100, sendo sua segunda canção que ficou no mesmo. A faixa está presente na trilha sonora da telenovela Totalmente Demais (2015).

## Desempenho nas tabelas musicais

### Posições
| Tabela musical (2014)                           | Posição |
| ----------------------------------------------- | ------- |
| África do Sul (Entertainment Monitoring Africa) | 10      |
| Alemanha (Media Control Charts)                 | 10      |
| Áustria (Ö3 Austria Top 40)                     | 6       |
| Austrália (ARIA Charts)                         | 3       |
| Bélgica (Ultratop 50 de Flandres)               | 33      |
| Bélgica (Ultratop 40 da Valônia)                | 3       |
| Canadá (Canadian Hot 100)                       | 7       |
| Dinamarca (Hitlisten)                           | 23      |
| Croácia (Croatian Airplay Radio Chart)          | 3       |
| Japão (Japan Hot 100)                           | 60      |
| Escócia (The Official Charts Company)           | 2       |
| Eslováquia (IFPI Slovenská Republika)           | 11      |
| Espanha (Productores de Música de España)       | 2       |
| Estados Unidos (Billboard Hot 100)              | 4       |
| Estados Unidos (Billboard Mainstream Top 40)    | 4       |
| Estados Unidos (Billboard Adult Top 40)         | 3       |
| Estados Unidos (Hot Adult Contemporary Tracks)  | 5       |
| Irlanda (Irish Recorded Music Association)      | 5       |
| Luxemburgo - Luxembourg Digital Songs           | 31      |
| México (Mexican Airplay)                        | 3       |
| Nova Zelândia (NZ Top 40 Singles)               | 5       |
| Noruega (VG-lista)                              | 22      |
| Chéquia (IFPI Česká Republika)                  | 3       |
| Suécia (Sverigetopplistan)                      | 28      |
| Reino Unido (UK Singles Chart)                  | 2       |
| União Europeia (Euro Digital Songs)             | 3       |
| Venezuela (Record Report)                       | 68      |

### Certificações
| País                       | Certificação | Vendas      |
| -------------------------- | ------------ | ----------- |
| Austrália (ARIA)           | 2× Platina   | + 140.000   |
| Canadá (Music Canada)      | 2× Platina   | + 160.000   |
| Dinamarca (IFPI Dinamarca) | Ouro         | + 30.000    |
| Espanha (PROMUSICAE)       | Ouro         | + 20.000    |
| Estados Unidos (RIAA)      | 2× Platina   | + 2.400.000 |
| Nova Zelândia (RIANZ)      | Platina      | + 15.000    |
| Reino Unido (BPI)          | Ouro         | + 400.000   |
| Suécia (IFPI Schweiz)      | Ouro         | + 20.000    |